# Садыково (Бурашевское сельское поселение)
Сады́ково — деревня в Калининском районе Тверской области. Входит в состав Бурашевского сельского поселения. Находится в пригородной зоне Твери. В 2002 году — 24 жителя.

## География
Расположена южнее Твери, в 1,5 км от посёлка имени Крупской. Ближайшие деревни — Боровлево и Бирюлино.
К северу, между городской чертой и деревней расположена промзона Боровлёво-2.
На северо-западе Калининского района есть ещё одна деревня Садыково Кулицкого сельского поселения.

## История
До 2006 года входила в состав Андрейковского сельского округа.

## Население
| 2010 |
| ---- |
| 17   |

## Инфраструктура
В 1997 году — 10 хозяйств, 23 жителя.

## Транспорт
Деревня доступна автотранспортом.
1. 1 2  Всероссийская перепись населения 2010 года. Населённые пункты Тверской области